# لینولئوم
لینولئوم (به انگلیسی: Linoleum) یا مشمع کف یک نوع روکش کف است که برای پوشش کف ساختمان و همچنین چاپ هنری یا انتقال طرح بر روی سطوح مختلف استفاده می‌شود و از موادی مثل روغن بزرک (لینوکسین)، کلوفان کاج، خاک چوب‌پنبه، خاک‌اره به عنوان ماده اصلی و موادی مثل کلسیم کربنات عمدتاً در زمینه کرباس به عنوان پرکننده ساخته می‌شود.

## تاریخچه

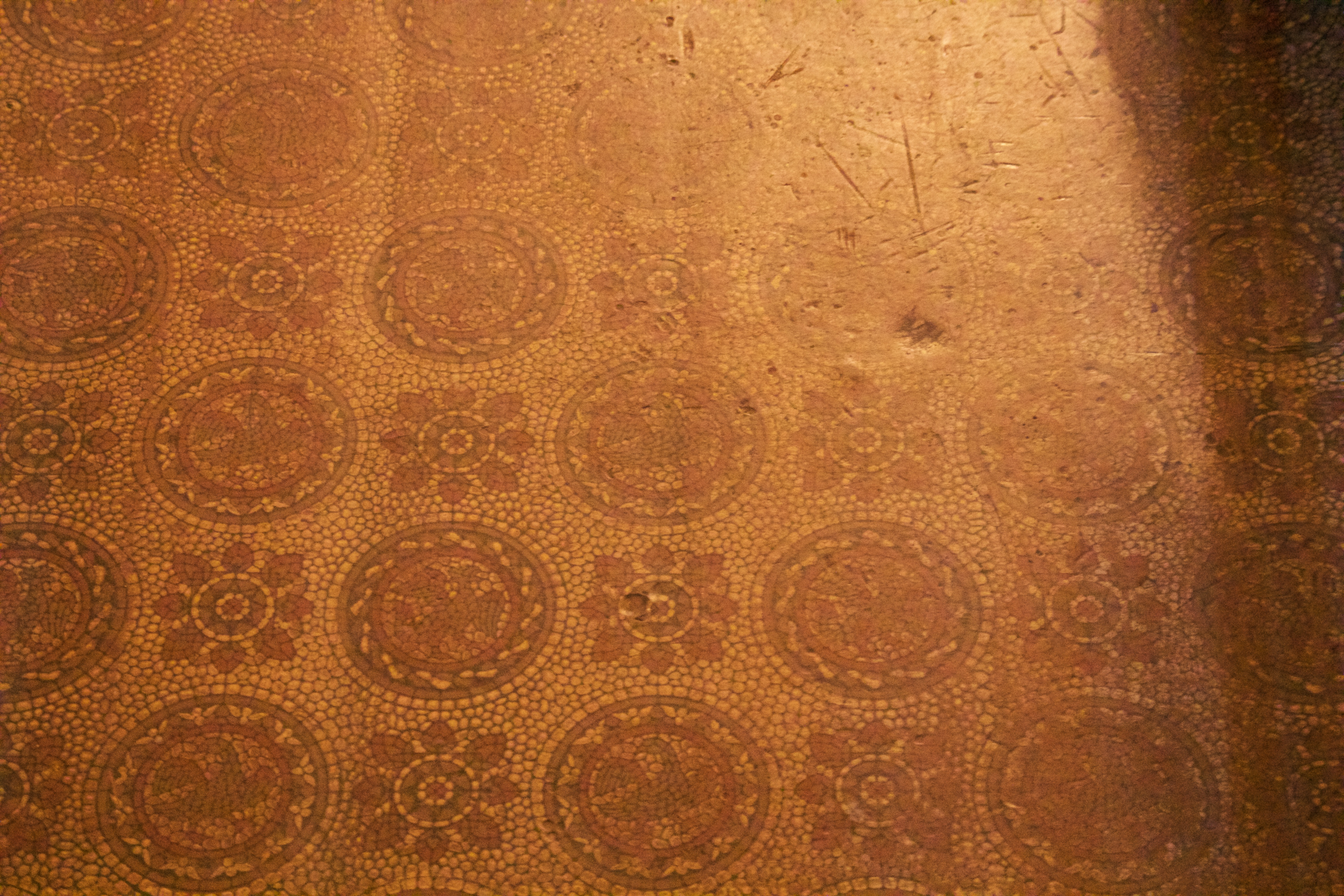
لینولئوم کف‌ اتاق در اوایل، در تینتسفیلد

لینولئوم اتاق توسط فردریک والتون انگلیسی اختراع شد. در سال ۱۸۵۵ میلادی، والتون به‌طور اتفاقی متوجه پوست لاستیکی و انعطاف‌پذیر روغن بزرک (لینوکسین) شد که روی قوطی رنگ روغنی تشکیل شده بود و فکر کرد که ممکن است جایگزینی برای لاستیک هندی باشد.